# Nội Luân Đôn
Nội Luân Đôn (tiếng Anh: Inner London) là một tiểu vùng bao gồm một nhóm khu tự quản Luân Đôn, tạo thành khu vực bên trong của vùng Đại Luân Đôn, được bao quanh bởi Ngoại Luân Đôn. Nội Luân Đôn được công nhận lần đầu tiên vào năm 1965. Do các mục tiêu như thống kê, việc xác định địa giới Nội Luân Đôn đã thay đổi theo thời gian. Thuật ngữ Nội Luân Đôn và Trung tâm Luân Đôn không thể thay thế cho nhau để chỉ cùng một khu vực. Nội Luân Đôn là khu vực giàu có nhất ở châu Âu với những con đường đắt giá nhất châu Âu, GDP theo đầu người gần 80.000 đô la Mỹ, trong khi đó GDP của Liên hiệp Anh chỉ gần 46.000 đô la Mỹ. Trong số những người giàu có nhất thế giới có nhiều người sống tại Tây và Bắc Luân đôn, nhưng những người nghèo đói cũng hiện diện tại nhiều nơi ở những khu vực này, như tại East End và các khu vực phía Nam sông Thames.

## Đạo luật Chính phủ Luân Đôn 1963
Các khu tự quản Luân Đôn ở vùng trong được xác định theo Đạo luật Chính phủ Luân Đôn 1963., sự xác định ngày dùng cho các mục đích như hệ thống tài chính chính phủ địa phương. Chúng thuộc khu vực trước đây là Hạt Luân Đôn. Các khu tự quản thuộc Nội Luân Đôn gồm:
- Camden
- Greenwich
- Hackney
- Hammersmith và Fulham
- Islington
- Kensington và Chelsea
- Lambeth
- Lewisham
- Southwark
- Tower Hamlets
- Wandsworth
- Westminster

Thành phố Luân Đôn không phải là một phần của Hạt Luân Đôn và cũng không phải là một khu tự quản Luân Đôn, tuy nhiên có thể tính vào Nội Luân Đôn.
| Thời điểm | Dân số    |
| --------- | --------- |
| 1891      | 4.488.242 |
| 1901      | 4.859.558 |
| 1911      | 4.998.237 |
| 1921      | 4.972.870 |
| 1931      | 4.893.261 |
| 1939      | 4.364.457 |
| 1951      | 3.679.390 |
| 1961      | 3.492.879 |
| 1971      | 3.031.935 |
| 1981      | 2.550.100 |
| 1991      | 2.599.300 |
| 2001      | 2.859.400 |
| 2002      | 2.888.800 |
| 2003      | 2.894.400 |
| 2004      | 2.911.800 |
| 2005      | 2.947.800 |
| 2006      | 2.975.800 |
| 2007      | 3.003.400 |
| 2008      | 3.030.000 |
| 2009      | 3.061.000 |

## Ngân sách
Khu Newham của Luân Đôn đang nỗ lực được công nhận thuộc Nội Luân Đôn để được những trợ cấp chính phủ trung tâm, vì điều này sẽ đem lại thuận lợi về mặt tài chính cho khu tự quản. Hiện nay nó vẫn chưa được xem là thuộc Nội Luân Đôn, trừ ngoại lệ là North Woolwich, còn lại không là một phần của Hạt Luân Đôn.